# Ригодон

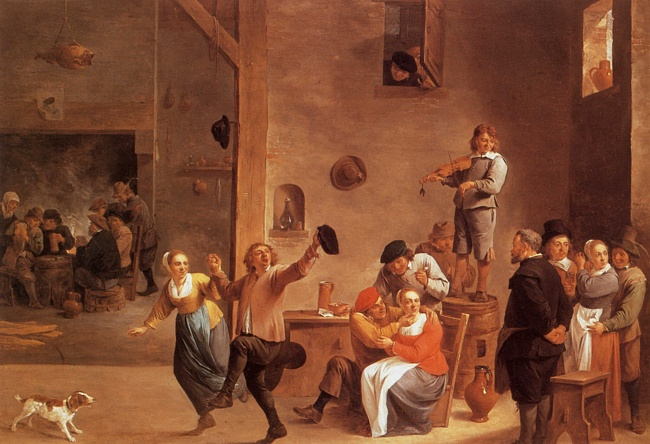
Давид Тенирс Младший (1610—1690).(1645) (судя по характеру танца, пара отплясывает ригодон)

Ригодо́н (фр. rigaudon, rigodon; также варианты написания rigadon, rigadoon) — старинный парный танец провансальских крестьян, весьма распространённый в XVII — XVIII веках как бальный и сценический танец, а впоследствии занявший своё место в академической музыке, как исторический.

## Характерные признаки
Ригодон — танец, выдержанный в двухдольном (2/2, Alla breve) или четырёхдольном размере, состоящий из трёх-четырёх, но большей частью из трёх восьмитактных реприз, из которых третья должна отличаться по характеру от предыдущих, а по свидетельству Иоганна Маттезона, должна даже быть выдержана в более низком регистре, чтобы главные темы ярче выделялись на её фоне. Ригодон — танец весёлого жизнерадостного характера, проходящий в скором и очень бодром движении. Начинается с ¼ затакта, а при окончании захватывает третью четверть.

## Происхождение танца
Есть предположение, что название происходит от фамилии французского танцмейстера Риго (фр. Rigaud ), который адаптировал эту примитивную сельскую пляску к требованиям сцены и ввёл в городскую бытовую среду.. В частности, такова версия Жан-Жака Руссо. Но большинство исследователей подвергают эту версию сомнению. Например, Курт Закс считает, что в основе названия — итальянские слова rigodere, rigodone, rigalone, что значит — хороводный танец. Другие полагают, что название «ригодон» происходит от старо-немецкого слова riegen или французского rigoler — танцевать. Третьи допускают вероятность происхождения названия от припева старинной плясовой песни ric-din-don, или же от итальянского слова rigodere — опять, снова веселиться.
Как и подавляющее большинство старинных танцев, ригодон произошёл от бранля, популярного на юге Франции (Прованс, Дофине, Лангедок). В этом танце получила выражение свойственная южанам подвижность, быстрота и темперамент. Основные движения — влево, поочерёдная смена пар, лёгкие подпрыгивания на одной ноге с выносом свободной ноги вперёд, вращение под руку с девушкой. Композиционный рисунок танца в различных местностях имел свои особенности: в Провансе — круг (хоровод), в Бургундии — линии. Живой характер ригодона сближает его с такими танцами, как бурре и монтаньяр. Чаще всего деревенский ригодон танцевали под самый простейший аккомпанемент (фр. accompagnement, accompagner — сопровождать) игры на скрипке, а также пения танцующих и наблюдающих. Нередко исполнители вместе со зрителями отбивали такт ударными инструментами в виде сабо, деревянных башмаков.

## Ригодон как придворный танец

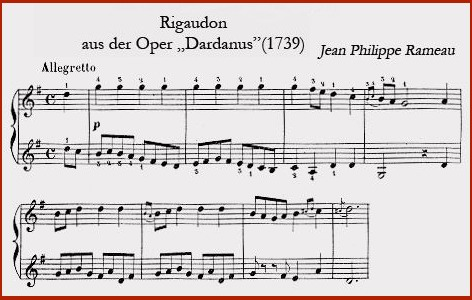
Ж.-Ф. Рамо (1683—1764). Ригодон из оперы «Дарданус», 1739 г. ("Dardanus")

Примерно с конца XVII века ригодон приобрёл известность в качестве придворного танца, сделавшись более размеренным и торжественным. Однако, известен любопытный факт: Мари Камарго (1710—1770) первая выступила против правил придворного театра и вынесла на его сцену танец более быстрого, оживлённого темпа, то есть, не в придворной, а именно в сельской, простонародной версии. Наибольший успех она снискала в исполнении гавота, менуэта, паспье и ригодона. А для того, чтобы облегчить исполнение заносок, введённых ею в танец, Камарго сняла с туфель каблук, укоротила юбку и убрала излишние украшения. Новая модификация костюма позволила ей обогатить технику сценического танца ранее неизвестными приёмами и сделать его более виртуозным, лёгким и грациозным.
Тогда же, в конце XVII века в качестве одной из частей ригодон вошёл в инструментальную танцевальную сюиту французских, немецких и английских композиторов. Также ригодон занял почётное место номера в балетах и балетных дивертисментах опер французских композиторов XVII — XVIII веков: Ж.-Б. Люлли (Ригодон из героической пасторали «Ацис и Галатея»), Г. Ф. Генделя («Музыка на воде», Rigaudon из Сюиты № 3 соль мажор, HWV 350), Ж.-Ф. Рамо, Ф.-А. Филидора, А. Кампра и других.
В XVIII веке ригодон также оставался наиболее демократичным из всех популярных салонных танцев. Многие танцмейстеры охотно включали его в «бальное меню», чтобы освежить несколько наскучивший ряд обычных церемониальных танцев.

## Ригодон в музыке XIX и XX века
К началу XIX века ригодон как бытовой или придворный танец полностью вышел из обихода и воспринимался как устаревший. Однако эта форма отнюдь не была забыта в искусстве. Известны многочисленные примеры использования ригодона в музыке XIX—XX веков. К этому жанру обращались Ш.Алькан (эскиз ре мажор op.63-27 "Ригодон" из цикла "49 эскизов"), Э. Григ (сюита «из времён Гольдберга» — Aus Holbergs Zeit, V.Rigaudon (Allegro con brio)), М. Равель («Гробница Куперена» — Le tombeau de Couperin, IV. Rigaudon), С. Прокофьев (пьеса № 3, Ригодон, из «Десяти пьес» ор.12; «Ригодон» для скрипки и фортепиано из оперы «Война и мир»).
Во время Первой Мировой войны французский композитор Эрик Сати написал фортепианную пьесу «Кошачья серенада», содержащую в себе ригодон (с посвящением известному композитору Полю Дюка):

…Проснись скорее, красавица <…> и слушай голос своего возлюбленного. <…> — Вот, он играет ригодон. <…> Вот внизу под балконом он снова щиплет струны, снова подхватывает свой ригодон и насморк. Неужели ты не хочешь его опять полюбить, красавица? Ведь это поэт!.. Старый поэт!..
— Эрик Сати, «Предпоследние мысли», часть II, Кошачья серенада, 1915 г. цит. по

### Сноски
1. ↑  Монтаньяр — французский старинный групповой танец, который исполнялся в сопровождении волынки и двух труб. Как правило, в нём участвовало не менее восьми пар, которые располагались в линию. Музыкальный размер 3/8, темп умеренно-подвижный.
2. ↑  Заноски — скрещивание ног в воздухе в 5-й позиции во время прыжка
3. ↑  Танцмейстер (нем. Tanzmeister) — учитель танцев; балетмейстер.

### Музыкальные примеры
- Henry Purcell. Rigadoon in C major Z.653
- André Campra. Rigaudon du Idomeneus (from the «Idoménée», Tragédie en musique)
- Jean-Philippe Rameau. Pièces de Clavecin, Suite in E minor — 6.Rigaudons I et II
- Jean-Philippe Rameau. Naïs Rigaudons (from the Orchestra Suite «Naïs and Zoroastre»)
- Jean-Philippe Rameau. Rigaudon from the « Dardanus», Tragédie en musique. (piano version)
- Edvard Grieg. «From Holberg’s Time» Suite, Op. 40 — V. Rigaudon
- Maurice Ravel. Le Tombeau de Couperin — IV. Rigaudon
- С.Прокофьев. «Десять пьес» для фортепиано ор.12, № 3 Ригодон